# Archidiocèse de Cuttack-Bhubaneswar
L'archidiocèse de Cuttack-Bhubaneswar (Archidioecesis Cuttackensis-Bhubanesvarensis) est une juridiction de l'Église catholique en Inde. Son siège est à Cuttack. Les diocèses de Balasore, de Berhampur, de Rayagada, de Rourkela, de Sambalpur sont ses suffragants.

## Archevêques
L'archevêque actuel est Mgr John Barwa (en) depuis le 11 février 2011.
- Valeriano Guemes Rodriguez supérieur du 2 juillet 1929 à 1932
- Florencio Sanz Esparza supérieur puis évêque du 11 novembre 1932 au 4 mars 1948.
- Pablo Tobar Gonzáles du 10 mars 1949 au 18 avril 1971
- Henry Sebastian D’Souza du 24 janvier 1974 au 29 mars 1985
- Raphael Cheenath du 1er juillet 1985 au 11 février 2011

## Territoire
Son siège est en la Cathédrale du Très Saint Rosaire de Cuttack.
Il comprend les districts de Boudh, de Cuttack, de Jagatsinghpur, de Jajpur, de Kandhamal, de Kendrapara, de Khordha, de Nayagarh et de Puri en Odisha.

## Historique
La mission  sui juris de Cuttack est érigée le 18 juillet 1928 depuis le diocèse de Visakhapatnam.
Le 1er juin 1937, elle est élevée au rang de diocèse.
Le 24 janvier 1974, il est élevé au rang d'archidiocèse et son territoire est divisé pour donner naissance au diocèse de Berhampur.